# Aedes harrisoni
Aedes harrisoni är en tvåvingeart som beskrevs av Muspratt 1953. Aedes harrisoni ingår i släktet Aedes och familjen stickmyggor. Inga underarter finns listade i Catalogue of Life.